# Unidades patrimoniales

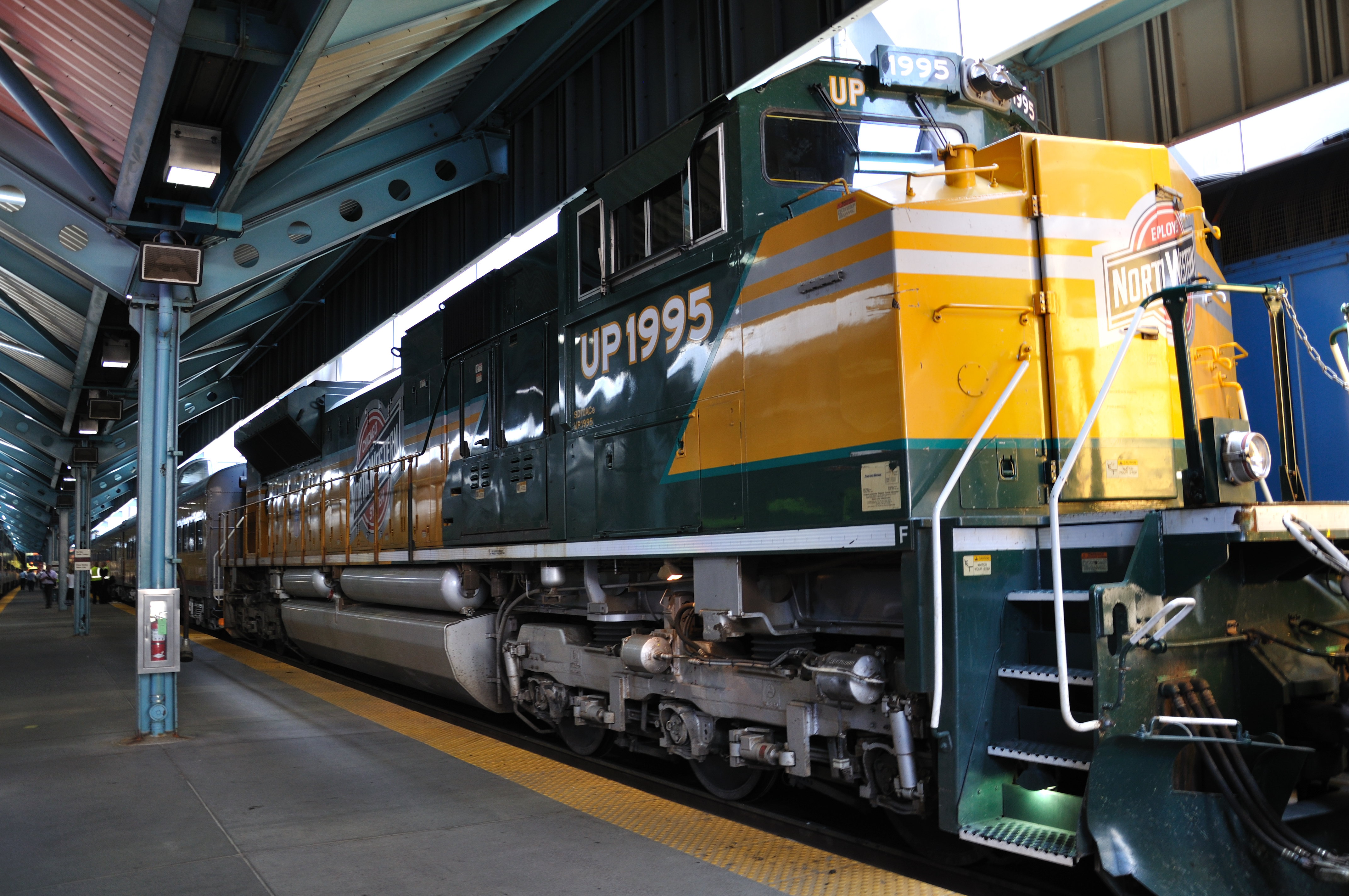
Union Pacific # 1995. Unidad patrimonial que lleva el esquema de pintura del Ferrocarril del Noroeste de Chicago, que fue adquirido por el ferrocarril propietario de esta locomotora, Union Pacific en 1995.

Unidades patrimoniales (traducido del inglés "heritage units") es la denominación de aquellas locomotoras con un esquema de pintura especial con un esquema de pintura honorario; que por lo general, suele ser un ferrocarril que ya no existe, y que fue adquirido por la compañía que hizo la unidad patrimonial. No todas las locomotoras con un esquema de pintura diferente suelen ser unidades patrimoniales.
Entre 2005 y 2006, Union Pacific pintó 6 locomotoras de modelo EMD SD70ACe en los esquemas de 6 ferrocarriles que fueron adquiridos por estas. Los números de estas locomotoras son: 1982, 1983, 1988, 1989, 1995, 1996.
En 2011, para su aniversario número 40, el ferrocarril de pasajeros estadounidense Amtrak pintó varias de sus locomotoras de modelos distintos en esquemas de pinturas antiguos ya no usados. Más locomotoras fueron pintadas en 2021, para su aniversario número 50.